# Klaus Wagner (Mathematiker)

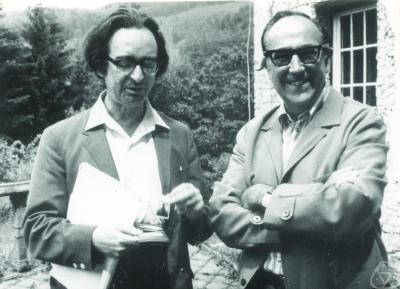
Klaus Wagner (rechts) und Frank Harary in Oberwolfach, 1972

Klaus Wagner (* 31. März 1910 in Köln-Klettenberg; † 6. Februar 2000) war ein deutscher Mathematiker. Er gilt als einer der Pioniere der Graphentheorie.

## Leben und Werdegang
Klaus Wagner war der jüngste von vier Söhnen des Buchhalters und Prokuristen Christian Wagner. Er besuchte das Realgymnasium in Köln-Lindenthal und machte dort im Jahre 1930 das Abitur. Danach studierte er an der Universität zu Köln Mathematik, Physik, Chemie und Meteorologie. Wagner wurde 1934 bei Karl Dörge mit der Arbeit Über zwei Sätze der Topologie: Jordanscher Kurvensatz und Vierfarbenproblem zum Doktor der Philosophie promoviert.  Als Post-Doktorand war er bei Kurt Reidemeister an der Universität Marburg.
Wagner arbeitete nach dem Studium als Meteorologe auf den Flughäfen Köln und Berlin und war in dieser Funktion auch während des Zweiten Weltkriegs tätig.
Wagner kehrte nach Kriegsende zur Mathematik zurück und habilitierte sich im Jahre 1949 an der Universität zu Köln mit der Schrift Topologische Behandlung der Grundlagen in der Infinitesimalrechnung. Dort begann er im selben Jahr seine Lehrtätigkeit, wurde 1956 außerplanmäßiger Professor für Mathematik und 1960 Wissenschaftlicher Rat am Mathematischen Institut. 1970 erhielt er den Ruf als ordentlicher Professor an die Universität Duisburg, und 1971 ernannte ihn die Universität zu Köln zum Honorarprofessor. 1978 wurde er emeritiert.
Wagner wohnte in Köln-Rath, war seit 1950 verheiratet mit Hanna Wagner und hatte einen Sohn und eine Tochter.
Zu seinen Doktoranden zählen Rudolf Halin, Bruno Bosbach (Kassel), Heinz Jung (TU Berlin) und Egbert Harzheim.

## Wissenschaftliche Leistungen

Der Wagner-Graph

Klaus Wagner hat bedeutende Leistungen in der Reinen Mathematik erbracht, nicht zuletzt in der Topologie und der Graphentheorie und hier insbesondere auf dem Gebiet der Topologischen Graphentheorie. Hervorzuheben sind Resultate wie der Äquivalenzsatz von Wagner, der Satz von Wagner und der Satz von Wagner und Fáry. Nach Wagner ist der Wagner-Graph benannt. Ebenso geht auf ihn die wagnersche Vermutung zurück, deren Beweis in 2004 von Neil Robertson und Paul Seymour geliefert wurde, was als Satz von Robertson-Seymour bekannt ist. Sie ist eine Umformulierung des Satzes von Kuratowski unter Ersetzung topologischer Minoren (Kuratowski) durch Graph-Minoren und wurde von Wagner zuerst 1937 formuliert.

## Ehrungen
Zu Klaus Wagners Ehren wurde 1985 die Festschrift Graphen in Forschung und Unterricht aufgelegt. Im Jahre 1997 bekam Wagner an der Universität Duisburg die Ehrendoktorwürde verliehen. Postum wurde zu seinem Gedenken im Juni 2000 an der Universität zu Köln ein Festkolloquium veranstaltet.

## Schriften
Klaus Wagner war Autor beziehungsweise Koautor (etwa 1948 von Differential- und Integralrechnung)  von 62 wissenschaftlichen Publikationen und 7 Fachbüchern, nicht zuletzt des folgenden vielzitierten Lehrbuchs:
- Graphentheorie (= BI-Hochschultaschenbücher. Band 248/248a). Bibliographisches Institut, Mannheim (u. a.) 1970, ISBN 3-411-00248-4.

## Festschrift
- Rainer Bodendiek, Heinz Schumacher, Gerd Walther (Hrsg.): Graphen in Forschung und Unterricht. Festschrift K. Wagner. Verlag Barbara Franzbecker, Bad Salzdetfurth / Hildesheim 1985, ISBN 3-88120-086-X.